# Villanovafranca
Villanovafranca är en ort och kommun i provinsen Sydsardinien i regionen Sardinien i sydvästra Italien. Kommunen hade 1 315 invånare (2017).